# Красный Гуляй (станция)
Красный Гуляй — промежуточная железнодорожная станция Волго-Камского региона Куйбышевской железной дороги. Расположена в посёлке городского типа Красный Гуляй в Сенгилеевском районе Ульяновской области. Находится на участке с тепловозной тягой ж-д линии «Зелёный Дол — Сызрань». Начало эксплуатации — 1944 год.

## История
В 1942 году началась прокладка железной дороги «Волжская рокада» железнодорожной линии Ульяновск — Сызрань вблизи п. Красного Гуляйчика возник временный посёлок строителей железной дороги, а затем в 1944 году разъезд «Красный Гуляй». В это же время вблизи посёлка началось строительство аэродрома (аэродром подскока) его строили пленные немцы. Посёлок состоял из нескольких деревянных казарм и землянок. Во время прокладки железнодорожного полотна началась добыча щебня. Затем в Красном Гуляе возникли другие предприятия — Щебёночный завод (1954), Мостопоезд — 1959 г., ПМК — 1966 г., автобаза — 1966 г., ССК — 1967 г., и др., что привело к значительному росту населения и жилищного строительства, разъезд превратился в железнодорожную станцию с большим грузооборотом.

## Деятельность
На станции осуществляются:
- Приём и выдача повагонных отправок грузов, допускаемых к хранению на открытых площадках станций.
- Приём и выдача грузов повагонными и мелкими отправками, загружаемых целыми вагонами, только на подъездных путях и местах необщего пользования.
- Продажа билетов на все пассажирские поезда. Приём и выдача багажа не производятся.

## Галерея
- 2ТЭ10М-0895, станция Красный Гуляй.